# El círculo de tiza
El Círculo de Tiza (en chino: 灰阑记) es una obra de teatro zaju escrito por Li Qianfu en la dinastía Yuan (1259-1368), escrita en verso y de género criminal gong'an en cuatro actos con prólogo. Se conservó en una colección titulada Yuan-chu-po-cheng, o Las cien piezas. El original en idioma chino es conocido por la belleza de sus versos líricos, y considerado una obra maestra de Yuan; una serie de traducciones y revisiones inspiraron varias obras modernas populares.

## Trama
Una hermosa joven de dieciséis años, Hai-tang (también transliterada Hai-t'ang, Hi-tang o Chang-hi-tang), es vendida a una casa de prostitución por su empobrecida familia, tras la muerte de su padre. Allí se hace amiga de Ma Chun-shing, un recaudador de impuestos rico y sin hijos, que la acoge en su casa como segunda esposa. Le da un hijo, Shoulang, pero se gana los celos de su primera esposa, Ah-Siu. Ah-Siu acusa a Hai-tang de adulterio, envenena a Ma, culpando a Hai-tang del crimen, y afirma ante un tribunal que Shoulang es su propio hijo, para poder heredar la fortuna de Ma, Hai-tang es arrestada y golpeada hasta que confiesa. Cuando Hai-tang está a punto de ser ahorcada, es rescatada por Bao Zheng en una escena similar a la del Juicio de Salomón: Shoulang es colocado en un círculo de tiza entre las dos mujeres, y a cada una se le ordena que tire del niño hacia ella; como Hai-tang no puede soportar hacer daño a su hijo, cede-y así es juzgada su verdadera madre.

## Adaptaciones
La obra se dio a conocer en Occidente en una traducción al francés de Stanislas Julien, publicada en Londres en 1832 con el título Le Cercle de Craie. En 1924, Klabund la tradujo libremente al alemán con el título Der Kreidekreis, que fue muy popular. En la versión de Klabund, el Emperador se casa con la heroína al final de la obra, mientras que en la original ella vuelve a vivir con su hermano, que ahora es funcionario de la corte. Basándose en la obra de Klabund, el compositor austriaco Alexander von Zemlinsky adaptó un libreto para su Der Kreidekreis, representada en Zúrich en 1933.
La versión de Klabund fue traducida al inglés por James Laver como The Circle of Chalk, en cinco actos, publicada en Londres por William Heinemann en 1929. Se puso en escena en marzo de ese año, producida por Basil Dean, protagonizada por la actriz Americana Anna May Wong, la actriz australiana Rose Quong y el actor británico Laurence Olivier. A partir de 2008, esta versión sigue siendo producida por varios grupos de teatro.
En 1940, Bertolt Brecht escribió Der Augsburger Kreidekreis, un relato corto basado en Der Kreidekreis, que reelabora la historia omitiendo cualquier intervención imperial y convirtiendo a la primera esposa en la madre biológica, pero haciendo que abandone al niño.  La heroína es una sirvienta que lo rescata y lo cría, convirtiéndose en la «verdadera» madre.  En 1944, reformuló la historia para convertirla en la obra de teatro El círculo de tiza Cáucaso, trasladando los acontecimientos a la Georgia medieval, añadiendo un prólogo ambientado en la Georgia soviética y ampliando enormemente la narración.  En 2000, The Caucasian Chalk Circle fue reescrita a su vez como Full Circle, o El Círculo de Berlín, de Charles L. Mee, ambientada en la Alemania Oriental de 1989, tras la caída del comunismo.
El famoso escritor y novelista kirguís Chinguiz Aitmátov también se inspiró indirectamente en el Círculo de Tiza, mientras escribía su libro de 1960, El pañuelo rojo. Utilizó algunos elementos indirectos del relato de forma muy imprecisa. El argumento de la película turca de 1977 Selvi Boylum Al Yazmalım se basó en El pañuelo rojo. La película es una de las más conocidas del cine turco.[cita requerida]
En 2018, Claire Conceison escribió y dirigió una obra llamada The Chalk Cycle, basada en el drama original de Yuan The Chalk Circle, la adaptación de Brecht The Caucasian Chalk Circle y la Custody battle for Anna Mae He.